# Füzesgyarmat

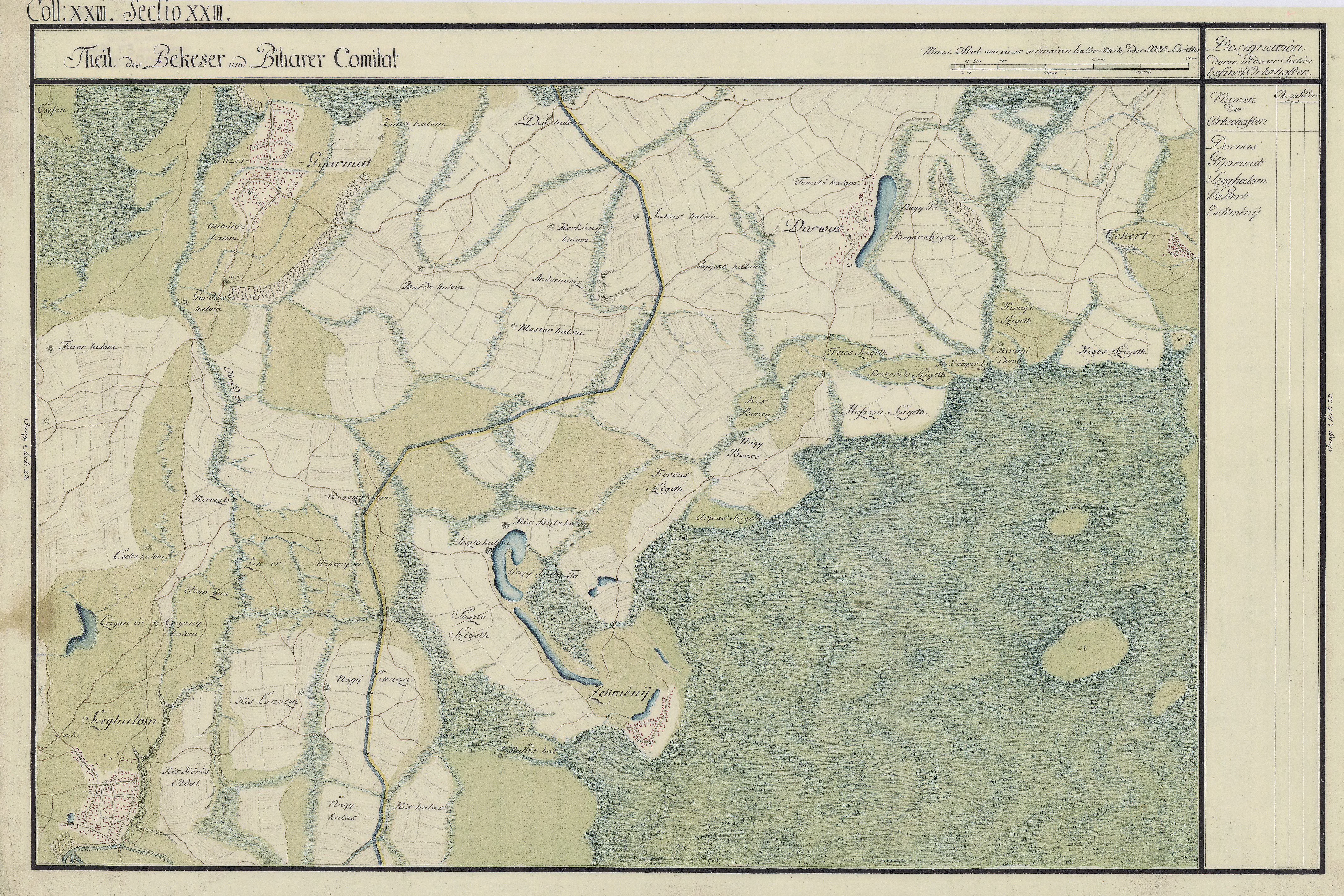
Füzesgyarmat (links oben) um 1782 (Aufnahmeblatt der Josephinischen Landesaufnahme)

Füzesgyarmat ist eine ungarische Stadt im Kreis Szeghalom im Komitat Békés.

## Geografische Lage
Füzesgyarmat liegt zehn Kilometer nordöstlich der Kreisstadt Szeghalom an den Kanälen Ó-Berettyó-csatorna und Szeghalmi-övcsatorna. Nachbargemeinden sind Biharnagybajom im Norden, Darvas im Osten und Kertészsziget im Nordwesten.

## Sehenswürdigkeiten
- 1848er-Denkmal (1848-as emlékmű)
- Erzsébet-Szitás-Gedenktafel (Szitás Erzsébet-emléktábla), erschaffen von Imre Elek
- Heimatmuseum (Tájház)
- János-Hegyesi-Denkmal, erschaffen von Lajos Győrfi
- Reformierte Kirche, erbaut 1798–1803 im Zopfstil
- Römisch-katholische Kapelle Szeplőtelen fogantatás
- Unitarische Kirche, erbaut 1902
- Szent-Borbála-Brunnen, erschaffen von Sándor Szőke
- Thermalbad im Schlosspark

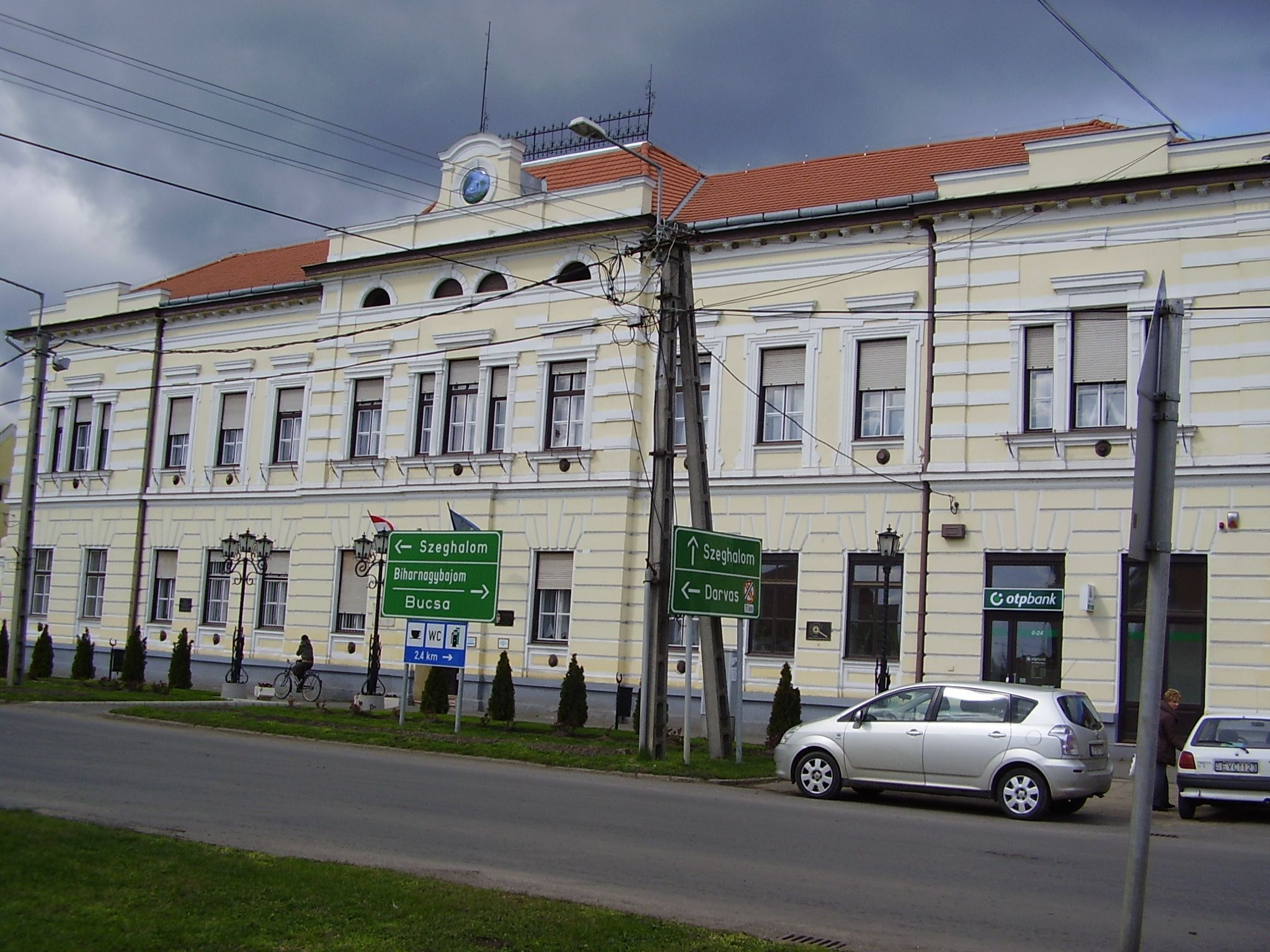
Rathaus
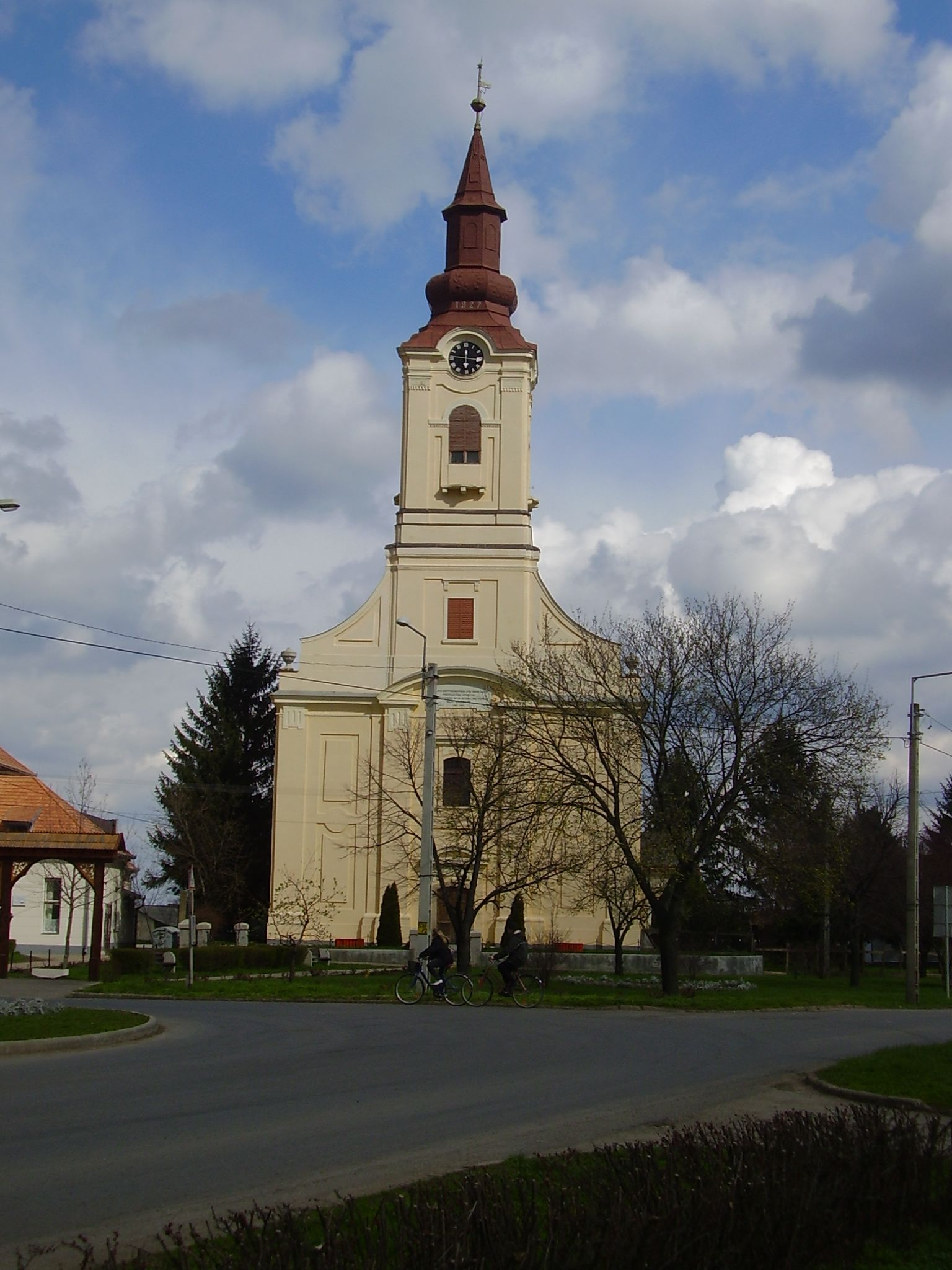
Reformierte Kirche
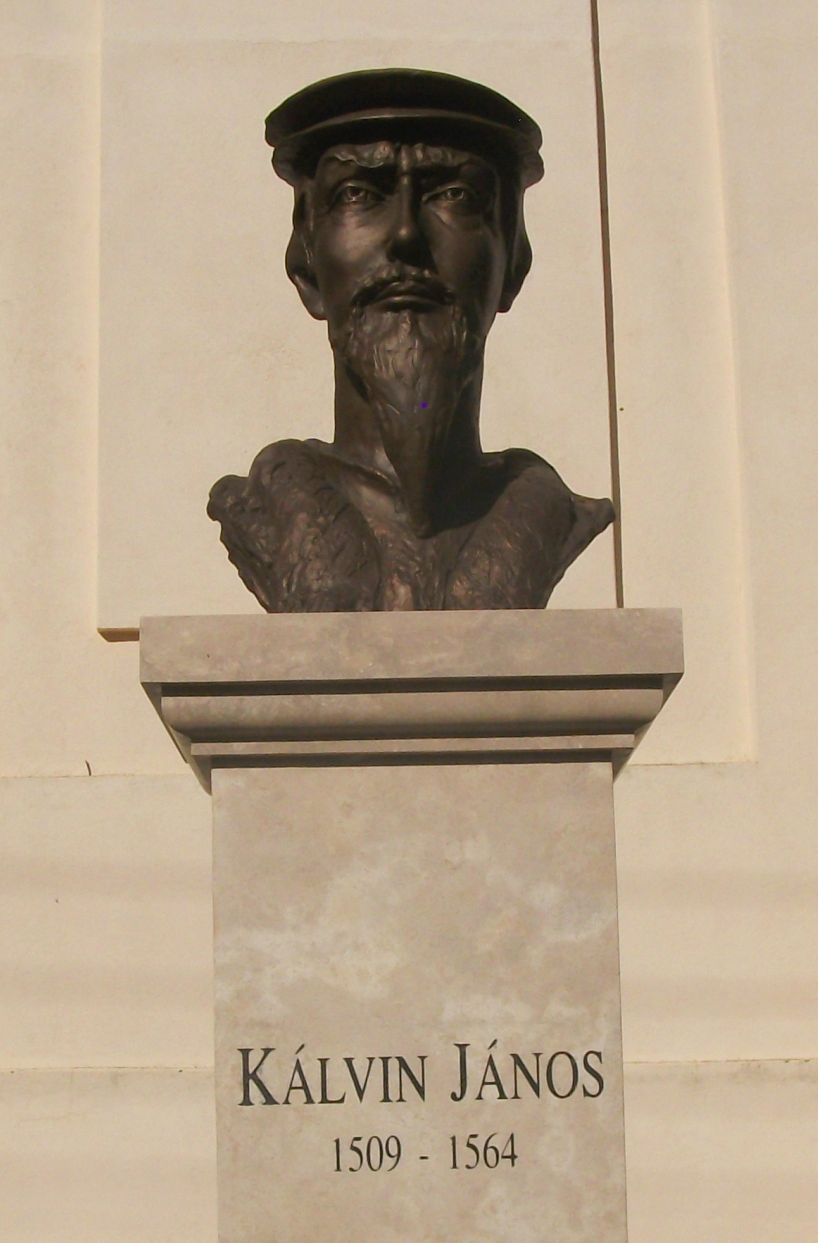
János-Kálvin-Büste (vor der Kirche)

## Söhne und Töchter der Stadt
- Dezső Csánki (1857–1933), Historiker und Archivar
- János Hegyesi (1899–1992), Dichter und Politiker
- Gyula Lázár (1911–1983), ehemaliger ungarischer Fußballspieler und -trainer
- Erzsébet Szitás (1915–2005), Malerin und Gestalterin

## Verkehr
In Füzesgyarmat treffen die Landstraßen Nr. 4205, Nr. 4212 und Nr. 4225 aufeinander. Es gibt einen Bahnhof und die Haltestelle Füzesgyarmatfürdő, beide angebunden an die Eisenbahnstrecke von Szeghalom nach Püspökladány. Zudem bestehen Busverbindungen nach Szeghalom und Kertészsziget. 